# Keel ja Kirjandus
Keel ja Kirjandus – czasopismo literackie wydawane od 1958 roku w Estonii.

## Opis
Czasopismo „Keel ja Kirjandus” (Język i Literatura), założone zostało w 1958 r. Na jego łamach publikowane są artykuły o  językoznawstwie, literaturoznawstwie, folklorze, historii i kulturze, eseje, recenzje książek i wydarzeń kulturalnych. Każdego roku publikowanych jest dwanaście numerów. Pismo jest źródłem informacji zarówno dla filologów jak i dla studentów filologii estońskiej. Czasopismo wydawane jest we współpracy z Eesti Teaduste Akadeemia i Związkiem Pisarzy Estońskich. Znajduje się w indeksie ERIH – European Reference Index of the Humaniti. 

## Historia
Na początku XX w. estońskie życie kulturalne ugruntowało się na tyle, że wystąpiła potrzeba powstania magazynu kulturalnego. W 1906 r. Jaan Jõgever założył pismo „Eesti Kirjandus” (Literatura estońska), które zostało wydane przez Związek Pisarzy Estońskich w następnym roku. Od 1922 r. zaczęto wydawać magazyn „Eesti Keel”. Publikowanyy był do 1940 r., do zajęcia Estonii przez Związek Radziecki. W 1941 r. ukazało się sześć numerów magazynu „Eesti Keel ja Kirjandus” a od 1958 r. ukazuje się regularnie z pominięciem nazwy Eesti jako „Keel ja Kirjandus”.

## Redakcja
Obecny skład redakcji:
- Johanna Ross
- Tiina Hallik
- Mall Kaevats
- Vivian Siirman
- Brita Melts
- Maria-Maren Linkgreim
- Astrid Värv

### Redaktorzy naczelni
- 1958–1983 – Olev Jõgi
- 1983–1995 – Aksel Tamm
- 1995 – Eevi Ross
- 1996–2006 – Mart Meri
- 2006–2016 – Joel Sang
- 2016 – Johanna Ross